# Léon Sala
Pour les articles homonymes, voir Sala.
Léon Marie Pierre Antoine Sala (Bayonne, 8 octobre 1897 - Paris 7e, 28 juin 1973) est un officier de marine et pilote d'aéronavale français. 

## Biographie
Il s'engage comme volontaire en mars 1915 et embarque sur le croiseur D'Entrecasteaux à bord duquel il participe à la défense du canal de Suez en mai. Admis à l'École navale, d'où il sort aspirant en juin 1917, il embarque sur l'aviso Altaïr puis sur le cuirassé  Courbet. Enseigne de vaisseau de 2e classe  en octobre 1917, , il choisit l'aviation maritime. Il est affecté u centre de Saint-Raphaël où il est breveté pilote en juin 1918.  
Il est affecté au centre de Salonique puis à Varna en Bulgarie en 1919. Il promu  enseigne de 1re classe en février 1919. En juin 1920, il est breveté pilote de chasse mais il est grièvement blessé lors d'un accident. Il est officier élève à l’École de perfectionnement des enseignes et embarque en juin 1921 sur le croiseur Edgar-Quinet au Levant. Il obtient une médaille d'honneur pour son efficacité lors de l'incendie de Smyrne du 14 septembre 1923 au cours duquel il sauve de nombreux civils. 
Commissaire du gouvernement lors de la traversée de Constantinople à Marseille de treize navires russes en 1923, il est lieutenant de vaisseau en juin 1923 et est affecté au centre d'aviation maritime de Rochefort puis au centre d'aérostation d'Alger où, en février 1924, il est breveté pilote de dirigeable. 
En juin 1924, il est adjoint au commandement de la base de Bizerte-Karouba puis est affecté en 1926 au centre d'Hourtin avant de commander les escadrilles 1 B 1 et 1 R 1. Il reçoit en octobre 1927 un témoignage de satisfaction pour ses résultats dans les épreuves de la coupe du ministre pour l'aéronautique maritime. En juin 1928, il est désigné attaché naval adjoint pour l'aéronautique à l'ambassade de France à Londres puis embarque en 1933 sur les croiseurs Suffren, Foch et Jeanne-d'Arc en tant que chef du service aviation. 
Il commande en 1934 la 3e escadrille de bombardement à Berre et est promu capitaine de corvette en novembre. En août 1935, il est chargé des questions aéronautiques au cabinet militaire du ministre puis est promu capitaine de frégate en avril 1938 et embarque comme second du croiseur Algérie avant de commander en juillet 1939 la base de Saint-Raphaël. 
Fidèle au gouvernement de Vichy, en novembre 1940, il est adjoint au chef du Service de l'aéronautique à l'amirauté puis commande en avril 1941 le contre-torpilleur Chevalier-Paul au Levant lors de la campagne de Syrie. Le 16 juin, il est torpillé par deux avions britanniques au large de Lattaquié. Il parvient à en abattre un et sauve son équipage, mais le Chevalier Paul est coulé.
Il commande ensuite en octobre 1941 le contre-torpilleur Le Terrible à Dakar. 
Passé dans les Forces françaises combattantes, capitaine de vaisseau en février 1943, il est chef de la section aéronautique à la mission navale en Angleterre en avril. Il commande le Le Fantasque (novembre) et de la 10e division de croiseurs légers, il s'y illustre par des raids à grande vitesse dans l'Atlantique et en Méditerranée. Sa division opère en janvier 1944 vers Civitavecchia et transporte des troupes en Italie. Elle fait ensuite la chasse aux convois allemands en Adriatique sur les côtes de Dalmatie telle la bataille de Premuda le 29 février 1944, puis en mer Égée. Ce sont ainsi dix navires et quatre avions ennemis qui sont détruits par Le Fantasque, Le Malin et Le Terrible qui, le 2 mai, bombardent Kos dans le Dodécanèse. 
En juin 1944, Sala sert comme officier de liaison auprès de l'amiral Ramsay. Contre-amiral (novembre 1944), attaché naval à Londres en juin 1945, il représente la marine au Comité militaire permanent interallié de l'Union de l'Europe occidentale. En octobre 1949, il commande le groupe des croiseurs avec sa marque sur le Georges-Leygues. 
Vice-amiral en septembre 1950, il commande en novembre la marine au Maroc et devient en mai 1951 préfet maritime de Toulon et membre du Conseil supérieur de la marine. 
Vice-amiral d'escadre en décembre 1950, commandant en chef des forces militaires en Méditerranée, il prend rang et appellation d'amiral en mai 1956 et est désigné commandant des forces navales alliés du secteur Centre-Europe. 
Adjoint naval du commandant suprême allié en Europe en août 1956, il est versé dans la 2e section en novembre 1958 et est élu à l'Académie de marine en 1959 dont il devient le président en 1963 puis secrétaire perpétuel en mars 1967. 
Il fut en outre aussi président de l'Association française pour la communauté atlantique et de l'Association pour le développement des œuvres sociales de la marine (1963).

## Récompenses et distinctions
- Grand officier de la Légion d'honneur (23 avril 1952).
- Commandeur de l'ordre du Mérite maritime (1955)[2]
- Un quai de Bayonne porte son nom.

## Publications
- Pierre Lancelot, Gaudin, 1958
- L'Amiral Georges Durand-Viel, Académie de marine, 1960